# Editorial Alpina
La Editorial Alpina es una editorial española con sede en Granollers. Esta especializada en cartografía y guías de montaña, mayoritariamente obras de formato de bolsillo, de una utilidad directa y de divulgación.
Principalmente edita mapas, guías y manuales. Con el tiempo el fondo editorial se ensanchó con obras literarias como la «Colección Marcòlic» o literatura infantil con el sello «Flor de Neu», siempre con temática de montañismo o excursionista. También ha integrado las nuevas tecnologías digilates desde 1996, tanto por la redacción como por el uso de los mapas en formato electrónico.
El editorial se mueve entre el mundo de las nuevas tecnologías, con la comercialización de productos digitales de última generación, la realización completamente digital de sus mapas y el uso de instrumentos como el GPS en la captura de información territorial, así como el trabajo artesanal y manual de investigación minuciosa que implica la revisión de campo. Es, por lo tanto, una síntesis entre el mundo tecnológico y el humano, entre tradición e innovación. La colaboración con personas locales permanece indispensable para recuperar y conservar un patrimonio toponímico que con los años habría quedado olvidado.

## Historia
El 6 de febrero de 1946, un grupo de entusiastas de la montaña, encabezados por el geógrafo Salvador Llobet (1908-1991), el geólogo Noel Llopis y el ingeniero Josep Maria Puchades, decidieron hacer mapas para ir de excursión. El equipo pluridisciplinar se completó con el dibujante de artes gráficas Xavier Coll y el librero Joan Quera, que se encargó de la distribución de 1946 a 1950. La primera obra publicada, en 1946, fue el Manual de alpinismo, traducción al castellano de una obra francesa, a cargo de Noel Llopis .[13]
Al inicio publicó en castellano, por razones de censura, con la excepción de un mapa de Andorra en 1963. Desde el inicio respetó los topónimos en catalán y corrigió los mapas oficiales, aunque tuvo problemas legales bajo la dictadura franquista. El respeto a los topónimos nace de la voluntad de recoger y dar a conocer todo el patrimonio cultural catalán, un hecho que ha permitido hacer de Alpina una referencia en cualquier estudio toponímico en Cataluña.
Alpina aconteció un referente por generaciones de excursionistas y un modelo a seguir en cuanto a concepto e idea de producto. El editorial fue capaz de encontrar el equilibrio entre el mapa científico y el mapa como herramienta de orientación, fácil de utilizar. Sus mapas, acompañados por la inseparable guía, inicialmente de color naranja, se hicieron muy populares durante los años en qué ir a la montaña todavía era toda una aventura y cuando todavía se cantaban canciones alrededor de un fuego de campo. Hoy, a pesar de los cambios sociales y de costumbres, y que el acceso a la montaña es mucho más sencillo, los mapas renovados y actualizados, en formato de papel o bien en formato digital, siguen ofreciendo su servicio a un abanico de usuarios cada vez más grande.
Cuando Salvador Llobet murió en marzo de 1991, la empresa familiar pasó unos momentos difíciles, por el conflicto entre las dos familias propietarias, los Coll y los Llobet, que tenían el 50 % de la empresa. No se encontró ningún acuerdo y el 23 de abril de 1992 la empresa se disolvió tras de 46 años de historia. El 16 de julio de 1992, Montserrat Llobet creó una nueva editorial, la sociedad limitada Geógrafo Salvador Llobet Ediciones Cartográficas (GSLL), junto con sus hermanos y un discípulo de su padre, el geógrafo y catedrático Antonio Gómez Ortiz. GSLL podía continuar utilizando la marca Editorial Alpina que era propiedad suya. Entre 1995 y 1999  hubo una colaboración efímera con el Instituto Cartográfico de Cataluña (ICC). En 2001 firmó un convenio de colaboración con la empresa Geo/Estel, una alianza entre la Gran Enciclopèdia Catalana y la ICC. Esta colaboración permitió introducir las tecnologías de la información y la comunicación en la redacción de los mapas y los desarrollo de productos digitales con integración del GPS. En 2005 recuperó el nombre inicial.
La aportación a la cultura popular y su arraigo social, ha sido fundamental para entender la divulgación de la cartografía y el conocimiento geográfico de Cataluña, y se le ha otorgado un papel, tanto histórico como empresarial, que posiblemente no le tendría que haber correspondido, por la idea y las pretensiones iniciales de la empresa, pero que las circunstancias así lo han querido, premiando, de este modo, el empuje y el esfuerzo de sus fundadores y de la inacabable lista de colaboradores que  han ido dejando la impronta a lo largo de los años.